# Elisabeth von Dücker
Elisabeth von Dücker (geboren am 25. Februar 1946 in Miltenberg; gestorben am 9. Juli 2020 in Hamburg) war eine deutsche Kunsthistorikerin. Sie arbeitete als Kuratorin am Altonaer Museum und am Hamburger Museum der Arbeit. Die Themen ihrer Ausstellungsprojekte waren Stadtgeschichte und Frauenarbeit. Sie rief 1994 die „FrauenFreiluftGalerie Hamburg“ ins Leben.

## Leben

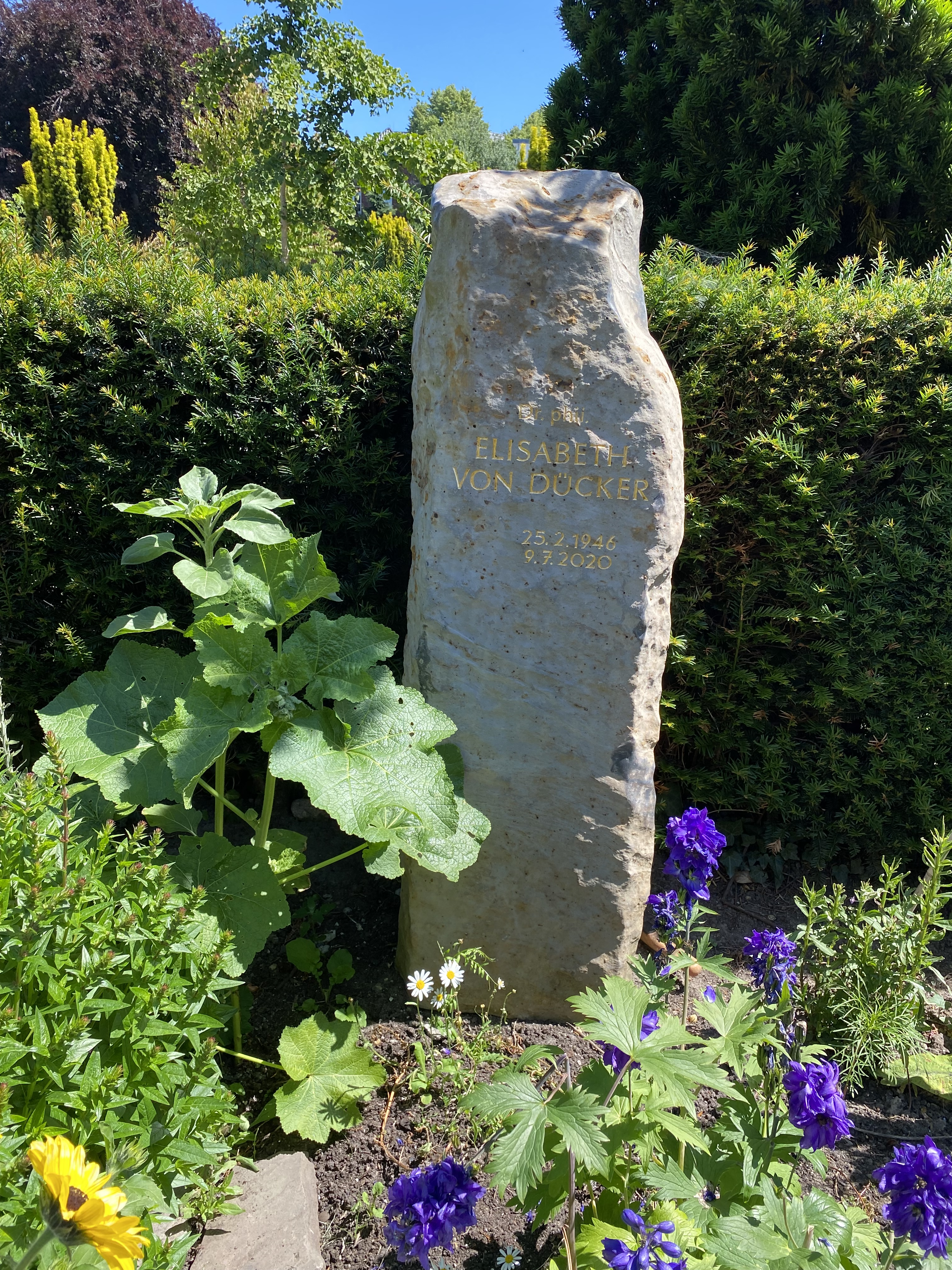
Grabstätte

Elisabeth von Dücker studierte in West-Berlin und Frankfurt am Main Kunstgeschichte sowie Volkskunde und Klassische Archäologie. Parallel zu ihrem Studium bildete sie sich zur Buchhändlerin aus. Ab 1970 lebte sie in Hamburg.
Sie absolvierte ab 1975 ein wissenschaftliches Volontariat am Altonaer Museum. 1975 begann auch ihre Politisierung in der Frauenbewegung, als sie sich einer Gruppe anschloss, die gegen den § 218 demonstrierte. An der Universität Hamburg wurde sie 1978 zum Dr. phil. promoviert. Ihre Dissertation befasste sich mit dem malerischen Œuvre des Karikaturisten Thomas Theodor Heine, einem der Gründer der Münchner Zeitschrift Simplicissimus. Sie war 1980 Mitbegründerin des Stadtteilarchivs Ottensen als erste Geschichtswerkstatt in Hamburg.
Elisabeth von Dücker war Mutter einer Tochter. Ihre letzte Ruhestätte erhielt sie auf dem Friedhof Bernadottestraße im Hamburger Stadtteil Ottensen.

## Wirken
Als wissenschaftliche Volontärin am Altonaer Museum konzipierte sie eine Ausstellung über den proletarisch geprägten Hamburger Stadtteil Ottensen mit Beteiligung der Anwohnerschaft als Alltagsgeschichte eines Quartiers. Die im November 1982 eröffnete Ausstellung „Ottensen. Zur Geschichte eines Stadtteils“ war mit über 70.000 Besuchern so erfolgreich, dass Elisabeth von Dücker als Kuratorin fest angestellt wurde.
1986 wechselte sie als Museumswissenschaftlerin zu dem im Aufbau befindlichen Hamburger Museum der Arbeit. Sie war zuständig für den Bereich Alltags- und Frauengeschichte. Ehrenamtlich initiierte sie den „Arbeitskreis Frauen im Museum der Arbeit“, aus dem der „Arbeitskreis Wandbild“ gebildet wurde, der nach dreijähriger Recherche 1989 das Wandbild Frauenarbeit im Hamburger Hafen realisierte. Der Anlass war der 800. Geburtstag des Hamburger Hafens. Malerinnen schufen ein 1.000 Quadratmeter großes Gemälde auf der Nordfassade des sogenannten Fischmarktspeichers, einem ehemaligen Getreidespeicher, in der Großen Elbstraße 39. Das an den Schnittstellen von Forschung, Kunst und Politik angesiedelte Projekt wurde zwischen Zustimmung und Widerspruch überregional diskutiert. Der Spiegel schrieb: „Das monumentale Werk, gekrönt von einer kämpferisch dreinblickenden Schweißerin, erinnerte Spötter an den Sozialistischen Realismus. Die Hamburger „Heldin der Arbeit“, monierte die alternative Tageszeitung, könnte „auch die Wand eines Volkseigenen Betriebs in der DDR schmücken“.“
1992 folgte das Wandbild Companiera, das der Frauenarbeit in Lateinamerika gewidmet war.
Bei der Umwandlung des Speichers in ein Bürogebäude wurden die Wandbilder 1994 abgerissen. Es sind nur noch Fotografien überliefert.

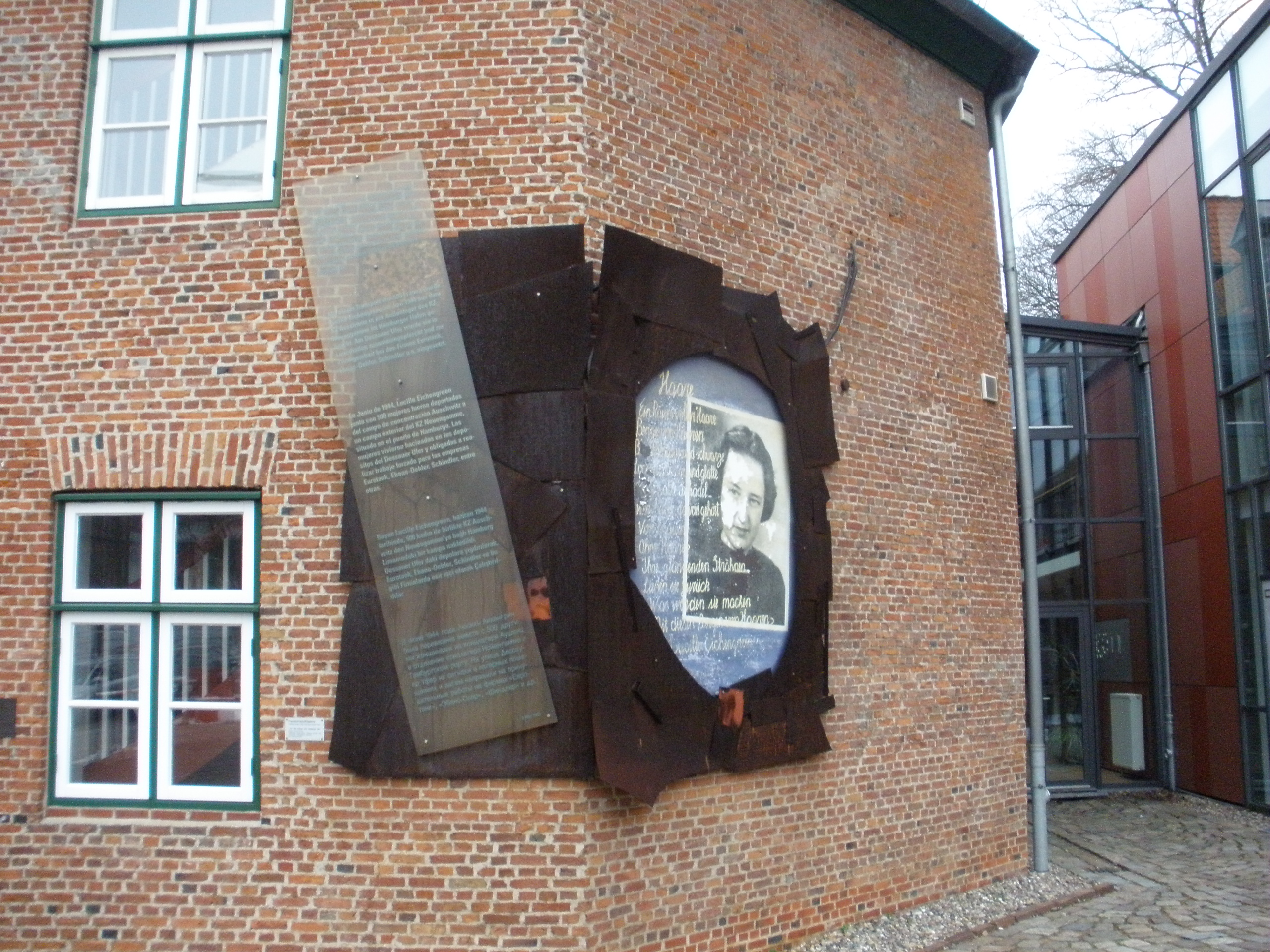
Wandbild Die Frauen vom Dessauer Ufer

Mit der Wandmalerin Hildegund Schuster und der Sozialwissenschaftlerin Emilija Mitrovic (1953–2020) aus dem Arbeitskreis und in Kooperation mit dem Museum für Arbeit entwickelte sie 1994 das Konzept der „FrauenFreiluftGalerie Hamburg“. Der Konzeption und Gestaltung der Galerie liegen neben Archiv- auch Oral-History-Recherchen zugrunde, die mit Zeitzeuginnen in über 100 Interviews selbst durchgeführt wurden. Es entstanden sechzehn Wandbilder entlang der Hangseite am Altonaer Elbe-Ufer auf dem Weg nach Neumühlen, die Geschichten über hafenbezogene Frauenarbeit seit 1900 bis in die Gegenwart erzählen. Künstlerinnen aus Hamburg und Übersee gestalteten die Gemälde in verschiedenen Stilen an industriehistorischen Gebäuden und Mauern. So konnte an einem Gebäude der stadteigenen Hamburg-Altonaer Fischereihafen GmbH in Ottensen das Wandbild für die KZ-Arbeiterinnen im Hafen Die Frauen vom Dessauer Ufer verwirklicht werden, das an die ungarischen und tschechischen Jüdinnen im Frauenlager des KZ Neuengamme in Hamburg-Veddel erinnert. Entlang der Innenseite der Stützmauer vor dem Hafenbahnhof Große Elbstraße 276 schuf Hildegund Schuster 2010 das Wandbild Frauen in der Hafenlogistik. Seit 2011 befindet sich auf den Backsteinmauern des Neumühlener Pumpwerkes Nr. 69 das Gemälde Frauen zur See – Seefrauen einst und jetzt.
Im Zuge der offiziellen Eröffnung des Museums der Arbeit auf dem Areal der ehemaligen Gummiwarenfabrik New-York Hamburger Gummi-Waaren Compagnie in Barmbeck 1997 wurde im zweiten Stock auf 400 Quadratmetern die von Elisabeth von Dücker konzipierte separate Dauerausstellung „Frauen und Männer – Arbeitswelten und Bilderwelten“ installiert. In späteren Jahren wurde diese Abteilung abgebaut.
Drei Jahre nach Inkrafttreten des neuen Prostitutionsgesetzes kuratierte Elisabeth von Dücker, inzwischen Oberkustodin des Museums der Arbeit, 2005 die europaweit erste kulturgeschichtliche Ausstellung über Prostitution und Prostituierte unter dem Titel „Sexarbeit. Prostitution – Lebenswelten und Mythen“ mit rund 500 Exponaten aus der Zeit von 1850 bis 2005. Für die Schau und den begleitenden Katalog führte sie 30 Interviews mit Menschen aus dem Milieu und kooperierte mit Beratungseinrichtungen und Projekten der Hurenbewegung aus Deutschland, Holland und Italien. Unterstützt von den Soziologinnen Beate Leopold und Christiane Howe richtete Elisabeth von Dücker zwölf Räume ein, von denen jeder über einen Aspekt der Prostitution aufklärte, wie „Gesundheit“, „Recht und Sitte“, der „Kampf um Respekt“, „Kunde, Gast, Freier“, „Drogenprostitution und Frauenhandel“. Ein Raum thematisierte die NS-Zeit mit Fotos und Dokumenten an schwarzen Wänden, darunter das „Prostitutionszimmer“ im KZ Buchenwald. Die Ausstellung wurde auch in Berlin und Bonn gezeigt. Sie gilt als die erfolgreichste in Elisabeth von Dückers Lebenswerk.
Im Jahr 2007 ging sie in den Ruhestand. Als das Altonaer Museum 2010 geschlossen werden sollte, war sie eine der Sprecherinnen der Bürgerinitiative „Altonaer Museum bleibt“. Aufgrund der vielen Proteste revidierte der Hamburger Senat seine Entscheidung.

## Veröffentlichungen
- Der „Simplicissimus“-Karikaturist Thomas Theodor Heine als Maler. Aspekte seiner Malerei. Peter Lang Verlag, Frankfurt am Main 1978, ISBN 978-3-261-02481-7. (zugl. Dissertation Universität Hamburg)
- Graphik von Heinrich Vogeler. 1872 - 1942. Katalog zur Ausstellung. Altonaer Museum. Hamburg 1978.
- Elisabeth von Dücker; Ausstellungsgruppe Ottensen: Ottensen: zur Geschichte eines Stadtteils; 3. November 1982 – 7. August 1983, Altonaer Museum in Hamburg, Norddt. Landesmuseum. Hrsg.: Altonaer Museum. 2. Auflage. 1982.
- Museum der Arbeit (Hrsg.): Altonaer Hafen, Fische & Fabriken. Historische Stadtrundgänge. Hamburg 1988.
- Projekt: Hafenbild, weiblich. Ein Frauen-Forschungs-Kultur-Politik-Projekt zur Frauenarbeit im Hamburger Hafen (= Zeitschrift für Geschlechterforschung und visuelle Kultur (FKW). Band 1990, Nr. 8). (Volltext).
- Sexarbeit. Prostitution – Lebenswelten und Mythen. Ausstellungskatalog. Edition Temmen, Bremen 2005, ISBN 978-3-86108-542-3.
- Sexarbeit – eine Welt für sich. Erzählstücke aus erster Hand. Edition Freitag, Berlin 2008, ISBN 978-3-936252-17-0.